# Paniqui
Paniqui és una ciutat de l'illa de Luzon a la província de Tarlac, Filipines, situada a 22 km. d'aquesta ciutat, a la dreta del riu d'aquest nom, en una plana pròxima al sud del Pinac del Mangabol. Paniqui és un illot de l'Arxipèlag Filipí, al costat de l'illa de Luzon i ubicat prop de la costa nord-est de la província de Camarinaes. Fa uns 4 km. de llarg per 1.400 m d'ample.
Ubicada entre diversos rierols que provenen de la Pampanga i altres dels turons, envoltat de cogonals i proper a diversos boscos, la ciutat consta d'estació de ferrocarril de Manila a Dagupán i Bonga: En el seu terme si produeix en abundància, arròs, cafè, cacau, cotó, blat de moro, camote, tabac, plàtans, pinya americana i guaiaba. En els boscos del nord-est, hi ha bones i abundants fustes, com també caça major i menor.
Els veïns es dediquen a l'agricultura, caça, pesca, al comerç de teles i a la cria de bestiar cavallí, vacu, i carabao (búfal domesticat).
A aquesta població li donà celebritat el fet que en la seva església parroquial, el 18 d'abril de 1750, i fos batejat Azim ud-Din I of Sulu, sultà de Sulu, que prengué el nom de Ferran I, titulant-se des de llavors rei en comptes de sultà. Primer i únic cas que registra la història de les Filipines. Això fou degut a la influència que sobre aquest sultà arribà a exercir fra Juan de Arechederra, bisbe de Nova Segòvia i en aquell temps governador i capità general interí d'aquelles illes.
En aquesta vila i va morir quan n'era rector, infectat de la pesta, el missioner català Segimon Riera (1861-1864). També i va néixer la que més tard seria presidenta del govern de les Filipines Corazón Aquino (1933-2009).

## Província de Paniqui
En els nomenclàtors oficials civils no ha existit mai la província filipina de Paniqui, però si en els religiosos, assenyaladament els dels dominics. Aquests missioners després d'haver evangelitzat la part nord de Cagayán i quasi tot Pangasinán, volgueren penetrar en l'entranya de Luzon, poblada per gran varietat de tribus tan salvatges com indòmites, verificant la primera temptativa el 1632, a la qual seguiren d'altres, fins a la del 1736, que fou la vuitena, en que restaren establerts definitivament en una que nomenaren missió de Santa Cruz de Itúy, per a posar a prova les seves ànsies de reduir a la vida civilitzada aquelles tribus.
El territori d'aquesta província es troba comprès entre les mencionades de Cagayán i Pangasinán (els quals límits llavors eren molt més extensos que en el present): Tenia unes 20 llegues de nord a sud, i unes 15 d'est a oest; el terreny en general, pla, i el travessava el riu Magat (que és un afluent del Grande de Cagayán) del que es pot deduir que la província de Paniqui estava integrada pel que avui constitueix la part nord de la província de la Isabela i de les del districte de Lepanto i Boutoc.
El límit sud de Paniqui era Bayombong, avui capital de Nova Biscaia. Els habitants segons relacions de l'època, tenien costums barbares, sense cap gènere de policia o govern, respectant tan sols a alguns principals que havien assolit aquest títol pels seus crims. Els homes as serraven les dents superiors, tenyint de color blau la part que deixaven; les dents blanques les tenien com a cosa de gran lletgesa, es foradaven les orelles i inclús se les esgarraven; anaven quasi despullats, i quant a idees religioses, tot es reduïa a una sèrie de supersticions propalades pels seus oracles o sacerdotesses.